# Tag der Menschenrechte

Das Logo für Menschenrechte

Der Tag der Menschenrechte (auch: Internationaler Tag der Menschenrechte; englisch Human Rights Day) ist ein Gedenktag, der an die Verkündung der Allgemeinen Erklärung der Menschenrechte am 10. Dezember 1948 in Paris erinnert.

## Geschichte

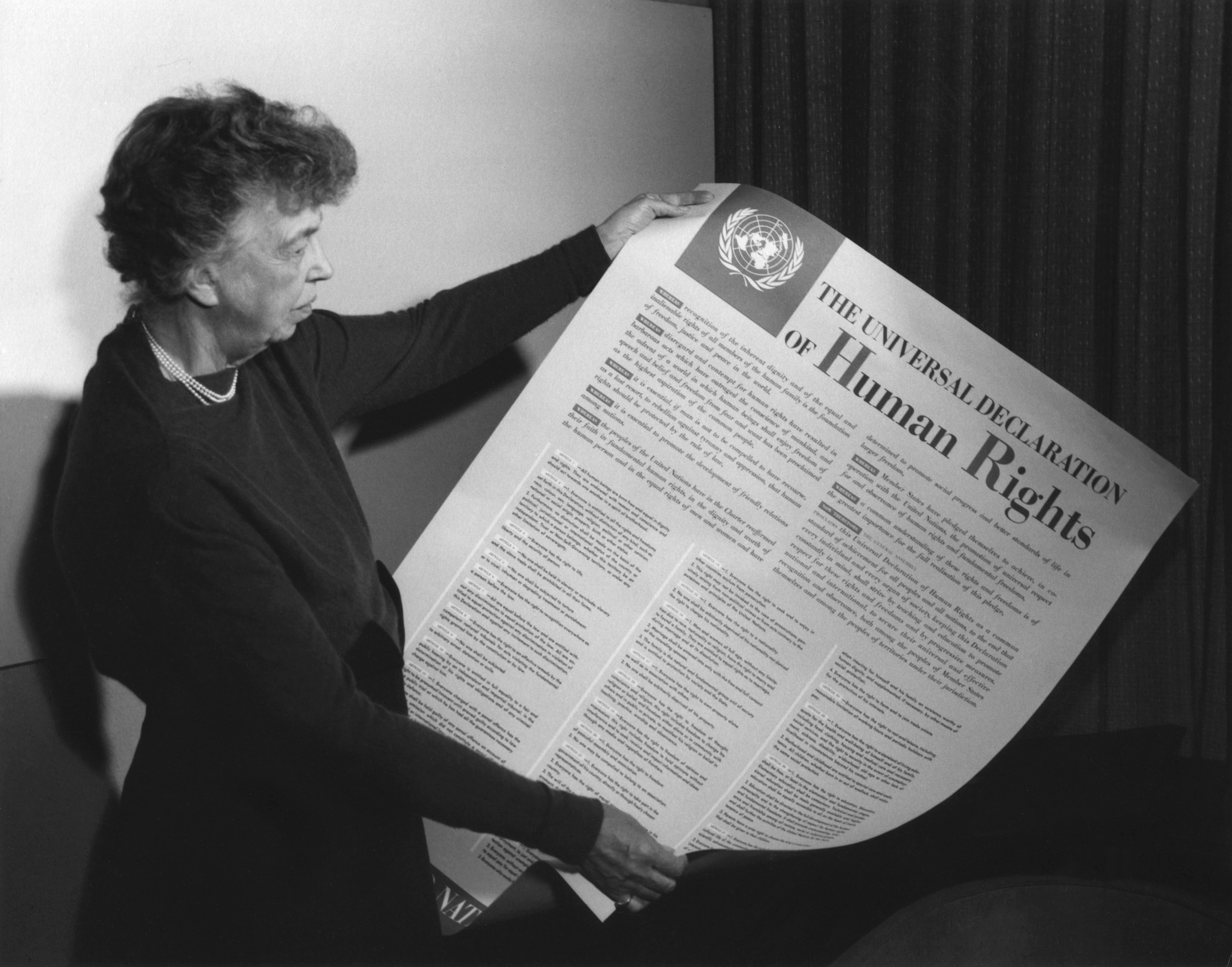
Eleanor Roosevelt mit einem Ausdruck der Allgemeinen Erklärung der Menschenrechte, 1949

Am 10. Dezember 1948 wurde die Allgemeine Erklärung der Menschenrechte durch die Generalversammlung der Vereinten Nationen verkündet. Im Jahr 1950 wurde durch die UN-Resolution 423(V) der 10. Dezember zum internationalen Gedenktag erklärt.

## Preisverleihungen
Menschenrechtsorganisationen wie Amnesty International nehmen diesen Tag jedes Jahr zum Anlass, die Menschenrechtssituation weltweit kritisch zu betrachten und auf aktuelle Brennpunkte hinzuweisen.
Der Menschenrechtspreis der Vereinten Nationen wird seit 1968 normalerweise alle fünf Jahre am 10. Dezember verliehen. Das Europäische Parlament verleiht um diesen Tag den Sacharow-Preis. Die Organisation Reporter ohne Grenzen verleiht ihren jährlichen Menschenrechtspreis. Alle zwei Jahre wird ein Deutscher Menschenrechts-Filmpreis verliehen.

## Themen und Aktionen
An diesem Tag finden überall in der Welt Aktionen statt: Mahnwachen, Gottesdienste, Konzerte, Vorträge, Diskussionen und Briefmarathons.

### Regelmäßige Aktionen
Amnesty International veranstaltet seit 2001 jedes Jahr einen 24-stündigen Briefmarathon. Dabei werden Menschen aus über 200 Ländern eingeladen, Briefe und Nachrichten zu schreiben für Menschen, deren Rechte in Gefahr sind. Die Briefe gehen direkt oder über die Botschaft an die Präsidenten oder Minister der verantwortlichen Länder. 2001 wurden 2326 Briefe versandt, 2021 waren es 4,5 Millionen Briefe, Tweets und Petitionsunterschriften.

### 2022
Themen: Frauenrecht im Iran, Bürgerrechte in China, Bürgerrechte in und Angriffskrieg durch Russland, deren Regierung ihre Bevölkerung vielfach und brutal unterdrückt.
Briefmarathon von Amnesty International für 
Chow Hang-tung (Hongkong), 
Alexandra Skotschilenko (Russland), 
Vahid Afkari und Elham Afkari (Iran), 
Nasser Zefzafi (Marokko), 
Joanna Mamombe, Netsai Marova und Cecillia Chimbiri (Simbabwe), 
Zineb Redouane (Frankreich), 
Dorgelesse Nguessan (Kamerun), 
Yren Rotela und Mariana Sepulveda (Paraguay), 
Shahnewaz Chowdhury (Bangladesh).